# Sauron
Sauron er en fiktiv person i J.R.R. Tolkiens berømte trilogi, Ringenes Herre, men optræder desuden i Silmarillion. Han omtales som mørkets fyrste, og han repræsenterer det onde i fortællingen. Han er en ånd der kaldes maiar.
Han var oprindeligt tjener for valaren Aulë, indtil den onde valar Melkor (også anset som Den Sorte Fjende) fik ham over på sin side og gjorde ham til sin vigtigste hærfører og herefter blev han ofte set i skikkelse af en kæmpe varulv. Han overlevede det sidste slag imellem valarene og Melkor, og overtog derefter Melkors plads.
Han blev taget til fange af folket númenorianerne og taget med til deres rige Númenor. Det lykkes ham dog med sine løgne og smiger at overtale kongen at gå i krig med valaerne. Dette vakte valarenes vrede og Númenor blev styrtet i havet.
Han er også skaberen af Herskerringen, hvori han lagde en del af sin sjæl for at få kraften over alle de andre magiske ringe, der blev givet til herskerne af de tre racer. Tre fik elverne, dværgene fik syv, og menneskene fik ni, og de modtog dem af en mystisk mand, der egentlig var Sauron i forklædning. Det lykkedes ham at tryllebinde de ni menneskekonger som blev til hans tjenere Názgul, men elverne gemte deres ringe væk, og dværgenes ringe vandt han tilbage med magt og med hjælp fra drager. Han blev derimod besejret af Isildur, menneskenes konge, og forlod verden for en tid, da han havde knyttet sin sjæl til Ringen. Det betød, at så længe Ringen endnu ikke var blevet ødelagt, var Sauron stadig i live, men den blev tabt længe, først blev den glemt i en flod, og senere hen fundet af Sméagol, fra flodfolket senere kaldt Gollum, der gemte sig i bjergene. I løbet af denne tid tog han navnet Åndemageren og opholdt sig i Dol Guldur, en fæstning i den sydlige del af Dunkelskov. Men Ringen kom i endnu en Hobbits besiddelse, nemlig Bilbo Sækker, der efter mange oplevelser tog den med til Herredet, hvorefter Sauron drog til Mordor. Halvtreds år senere fandt begivenhederne i Ringenes Herre sted, hvor de forsøger at tilintetgøre Ringen én gang for alle. Det ender med at Ringen bliver kastet i dommedagsbjerget og sammen med den bliver Sauron og hans onde rige ødelagt.